# 5156 Ґолант
5156 Ґолант (5156 Golant) — астероїд головного поясу, відкритий 18 травня 1972 року.
Тіссеранів параметр щодо Юпітера — 3,497.